# 樫尾和雄
樫尾 和雄（かしお かずお、1929年（昭和4年）4月19日 - 2018年（平成30年）6月18日）は、日本の実業家。カシオ計算機創業メンバーの「樫尾四兄弟」の一人（三男）。

## 経歴・人物
東京都出身。1949年に日本大学高等師範部英語科を卒業。電気計算機の開発を手がけていた樫尾製作所（長兄の樫尾忠雄が創業）を助けるため、それまでの仕事を辞めて入社。計算機開発では忠雄とともに製作を担当した。計算機の商業化に成功した1957年にカシオ計算機が設立されると兄弟とともに創業メンバーとなる。
カシオ計算機では営業を主に担当する。カシオの名を広めた世界初の個人向け電卓であるカシオミニを企画。デジタル式腕時計のG-SHOCKやデジタルカメラを一般化させたQV-10の企画にも関与し、ヒット商品に育てた。

1988年12月に社長に就任、2015年6月まで26年あまりその座にあった。公益財団法人カシオ科学財団評議員も務めた。
2018年6月18日、誤嚥性肺炎により死去。享年89。

## 親族
カシオ計算機設立時の社長である樫尾茂(1898〜1986)は父。
「カシオ4兄弟」と称されるのは、和雄、長兄の忠雄のほかに次兄の樫尾俊雄（元会長）、和雄の弟に当たる樫尾幸雄（現・特別顧問）である。
2015年よりカシオ計算機社長を務める樫尾和宏は子息。
公益財団法人カシオ科学財団評議員長やカシオ計算機取締役専務執行役員を歴任した樫尾彰、カシオ科学振興財団理事長やカシオ計算機執行役員、上席執行役員法務・知的財産統括部長、コーポレートコミュニケーション統括部長、営業本部国内営業統括部副統括部長などを務めた樫尾隆司、カシオテクノ取締役や公益財団法人カシオ科学財団評議員、カシオ計算機執行役員、上席執行役員CS本部長を務めた樫尾哲雄は甥。